# Juan Muñoz Muñoz
Juan Muñoz Muñoz (Utrera, Andalucía, 12 de noviembre de 1995) es un futbolista español que juega como delantero en la U. D. Leiria de la Segunda División de Portugal.

## Trayectoria
Comenzó a jugar al fútbol de alto nivel con el Sevilla Atlético, equipo de reserva del Sevilla Fútbol Club con sólo 17 años, compitiendo en la Segunda División B de España.
Así, tras debutar con el primer equipo del Sevilla en Copa del Rey el 3 de diciembre de 2014 contra el C. E. Sabadell F. C. y en febrero de 2015 contra el Getafe se estrena en Liga. Debuta en liga con la elástica blanquirrojo en el minuto 55, sustituyendo a Iago Aspas, lesionado. En la temporada 2015-16 y tras la cesión del sevillista Ciro Immobile al Torino F. C. se convierte en el tercer delantero del equipo, marcando su primer gol oficial en un partido de Copa ante el C. D. Mirandés. Antes ya había jugado unos minutos en Liga de Campeones ante la Juventus.
En enero de 2017 fue cedido al Levante Unión Deportiva tras estar durante la primera vuelta de la temporada cedido en el Real Zaragoza, con un balance de 15 partidos de Liga y 3 goles. La temporada siguiente también fue cedido a la U. D. Almería, entonces en la Segunda División.
En julio de 2018 fichó por la A. D. Alcorcón por dos temporadas. Tras la primera de ellas fue traspasado al C. D. Leganés con el que firmó hasta 2023.
El 2 de septiembre de 2019 fue cedido a la U. D. Almería para disputar la temporada 2019-20 de la Segunda División, regresando así a las filas del conjunto almeriensista una temporada después, reservándose además el conjunto indálico una opción de compra sobre el jugador.
En julio de 2023, tras haber finalizado su contrato con el C. D. Leganés, fichó por el Zagłębie Lubin para competir en la Ekstraklasa polaca. Allí estuvo una temporada y en julio de 2024 se unió a la U. D. Leiria portuguesa.

### Selección nacional
Fue internacional sub-19 en una ocasión marcando dos goles.

## Clubes
| Club                   | País     | Año       |
| ---------------------- | -------- | --------- |
| Sevilla Atlético       | España   | 2013-2015 |
| Sevilla F. C.          | España   | 2015-2018 |
| Real Zaragoza (cedido) | España   | 2016-2017 |
| Levante U. D. (cedido) | España   | 2017      |
| U. D. Almería (cedido) | España   | 2017-2018 |
| A. D. Alcorcón         | España   | 2018-2019 |
| C. D. Leganés          | España   | 2019-2023 |
| U. D. Almería (cedido) | España   | 2019-2020 |
| Zagłębie Lubin         | Polonia  | 2023-2024 |
| U. D. Leiria           | Portugal | 2024-     |

## Palmarés

### Campeonatos internacionales
| Título                 | Club          | Sede    | Año  |
| ---------------------- | ------------- | ------- | ---- |
| Liga Europa de la UEFA | Sevilla F. C. | Basilea | 2016 |